# Maroussia Dubreuil
Pour les articles homonymes, voir Dubreuil.
Maroussia Dubreuil, née le 27 janvier 1982, est une journaliste, actrice, et réalisatrice française.

## Biographie
Maroussia Dubreuil se forme au métier de comédien avec Philippe Duclos avant d'intégrer l'école du Studio-Théâtre d'Asnières en 2001,,.
Licenciée en philosophie, elle poursuit ses études au département cinéma de l’université Panthéon-Sorbonne et devient chercheuse associée à la Cinémathèque française, où elle travaille sur la programmation d’Henri Langlois.
Elle travaille aux commissariats de deux expositions : Paris vu par Hollywood, en septembre 2012, dans la salle Saint-Jean de l’hôtel de ville (commissaire : Antoine de Baecque) et Langlois, qui a eu lieu au printemps 2014, à la Cinémathèque française (commissaire : Dominique Païni).
De 2011 à 2014, elle enseigne l’analyse filmique à l’École du Louvre et à l’université de Nanterre.
Son long-métrage documentaire, Rencontres, coréalisé avec Alexandre Zeff, sur les premières rencontres amoureuses, sort en salles le 16 avril 2014.
Depuis septembre 2012, elle intervient dans l'émission télé Le Cercle sur Canal+ Cinéma.
Elle écrit pour Le Monde, Sofilm, Society, Citizen K, Stylist, Jésus mag, Mixt(e)...

## Filmographie partielle
- 2002 : Brigade des mineurs : Poudre aux yeux
- 2004 : RRRrrrr!!! d'Alain Chabat
- 2004 : La Première Fois que j'ai eu 20 ans de Lorraine Lévy
- 2005 : La vie est à nous ! (2005) de Gérard Krawczyk
- 2006 : Les Anges exterminateurs de Jean-Claude Brisseau
- 2007 : PJ, épisode Substance nuisible : Pauline
- 2007 : Les Comédiennes (Persévère dans ton être) d'Arnaud et Jean-Marie Larrieu (court métrage de la collection Talents Cannes 2007)
- 2007 : Les Comédiennes (À chacune sa rue) d'Arnaud et Jean-Marie Larrieu (court métrage de la collection Talents Cannes 2007)
- 2008 : Comme les autres de Vincent Garenq
- 2009 : Dans tes bras de Hubert Gillet
- 2010 : L'Étranger de Franck Llopis

## Théâtre
- Le Monte-Plats / Célébration (2008) de Harold Pinter, mise en scène Alexandre Zeff;
- Dernier Rappel (2005-2006) de Josiane Balasko, mise en scène Josiane Balasko
- Les Troyennes (2004) d'Euripide, mise en scène Christian Gonon de la Comédie-Française

## Publications
- Henri Langlois. In (sous la direction de) de Baecque, Antoine ; Chevallier, Philippe. Dictionnaire de la pensée du cinéma. Paris : Presses universitaires de France, 2012.
- Maurice Chevalier, la voix de Paris. In (sous la direction de) de Baecque, Antoine. Paris vu par Hollywood. Paris : Flammarion, 2012.
- Paris, la ville-temps de Woody Allen. In (sous la direction de) de Baecque Antoine. Paris vu par Hollywood. Paris : Flammarion, 2012.
- Le Ventriloque. In (sous la direction de) Dominique Païni. Le Musée imaginaire d'Henri Langlois. Paris : Flammarion, 2014.
- Entretien avec Gordon Dawson. In (sous la direction de) Fernando Ganzo. Sam Peckinpah. Paris : Capricci, 2015.
- La Mode sur grand écran. Paris : ELLE / Guy Messina, 2015.

## Distinctions
- Les Anges exterminateurs à la Quinzaine des réalisateurs (Cannes 2006)
- En présélection des espoirs Césars 2007